# Vinobraní (opereta)
Vinobraní (v německém originále Die Winzerbraut, tj. doslova „Vinařská nevěsta“) je opereta ve třech dějstvích českého skladatele Oskara Nedbala, jejíž libreto napsali vídeňští libretisté Leo Stein a Julius Wilhelm. Premiéru měla 11. února 1916 ve vídeňském Divadle na Vídeňce (Theater an der Wien), v českých zemích ji poprvé uvedla zpěvohra Vinohradského divadla 17. dubna téhož roku.

## Vznik a charakteristika

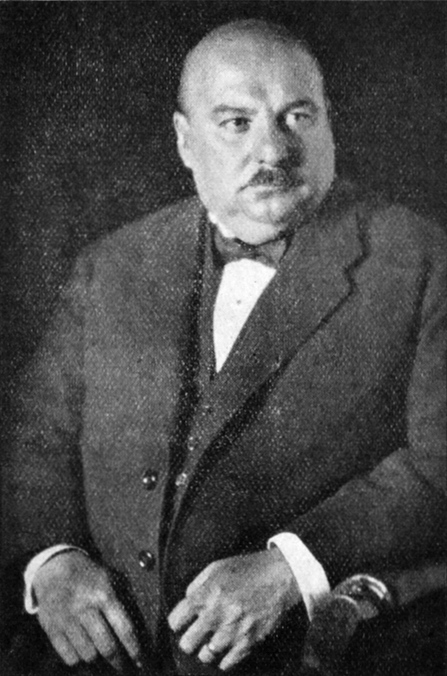
Oskar Nedbal

Oskar Nedbal se po mezinárodním úspěchu Polské krve z roku 1913 a po odbočce k baletu (Andersen, 1914) brzy znovu vrátil. Libretistou mu byl stejně jako v případě Polské krve opět Leo Stein (vl. jm. Leo Rosenstein, 1861–1921), tentokrát ve spolupráci s Juliem Wilhelmem (1871–1941). Z úspěchu předchozí operety bylo jasné, že Nedbalovým originálním přínosem v žánru jsou slovanský kolorit a rytmy, čehož bylo radno využít. Za probíhající světové války, ve které byly hlavními protivníky Rakouska Rusko a Srbsko a i ostatní slovanské národnosti (jako Češi) byly podezřelé ze sympatií s nepřítelem, byl výběr prostředí obtížný; nakonec padl na chorvatské prostředí, na rozdíl od Polské krve však kombinované s domácím prostředím vídeňským.
Libreto tentokrát není tak povedené, drží se více některých operetních šablon (hlavní finále na konci 2. dějství), charaktery se zčásti opakují z Polské krve (intrikánská subreta Julja namísto Wandy, mladokomik Franjo namísto Popiela – tyto postavy ostatně kritika považovala za nejzdařilejší). Namísto postupně zmoudřelého Bola z Polské krve nastupují postavy dvě, rozmařilý Bogdan a ušlechtilý Milan. Bogdan se svých charakterem a písní dominuje 1. dějství, proto je dramaturgicky problematické, že tím i z operety mizí. Originálnější je skutečnost, že vztah stárnoucího Milana a mladičké Lízy skončí šťastně – to bylo pro diváky překvapením a i soudobá kritika začíná slovy „Že se Milan a Líza přece jen stanou šťastným párem, to by nikdo nebyl věřil. Je to překvapení večera.“ Postava komické staré Mizzi Müllerové navazuje na Jadwigu z Polské krve, ale je výraznější (i proto, že ve Vinobraní chybí starokomická role), zato postava Milanova syna Nikoly je mdlá.
Oskar Nedbal na libreto reagoval adekvátně. Kvůli vídeňskému prostředí se zde vyskytuje více valčíků a jiných míst podle běžného vzoru vídeňské operety, což mu poté značně vyčítala česká kritika (Národní listy: „není to čistě jihoslovanský vzduch, čpí vídeňskou pačulí“), a i soudobý autor Miroslav Šulc se zmiňuje o „valčíkové podbízivosti a kupletovém ladění“. Přesto i tato místa nesklouzla do sentimentality a nepoklesla pod určitou úroveň. Veškerá kritika se však shodla, že hudebně nejcennější jsou místa s chorvatským koloritem, což jsou zejména sborové písně a tance v prvním a zejména druhém jednání, píseň Bogdana z 1. jednání (Draga ljubica) a Julji z 2. jednání (Golub ljubi golubicu). Chorvatské kolo tvoří základní motiv předehry i celé operety. Nedbal se v operetě důsledně vyhnul sólovým „šlágrům“, hudební čísla jsou výlučně ansámblová nebo sborová, stejně jako v Polské krvi zaujme využití melodramu. Rovněž rozmanitá a vynalézavá instrumentace patří k Nedbalovým tradičním přednostem, současný kritik hovoří o „barvité a diferencované partituře, která nijak nezaostává za velkými Lehárovými operetami.“

## Inscenační historie

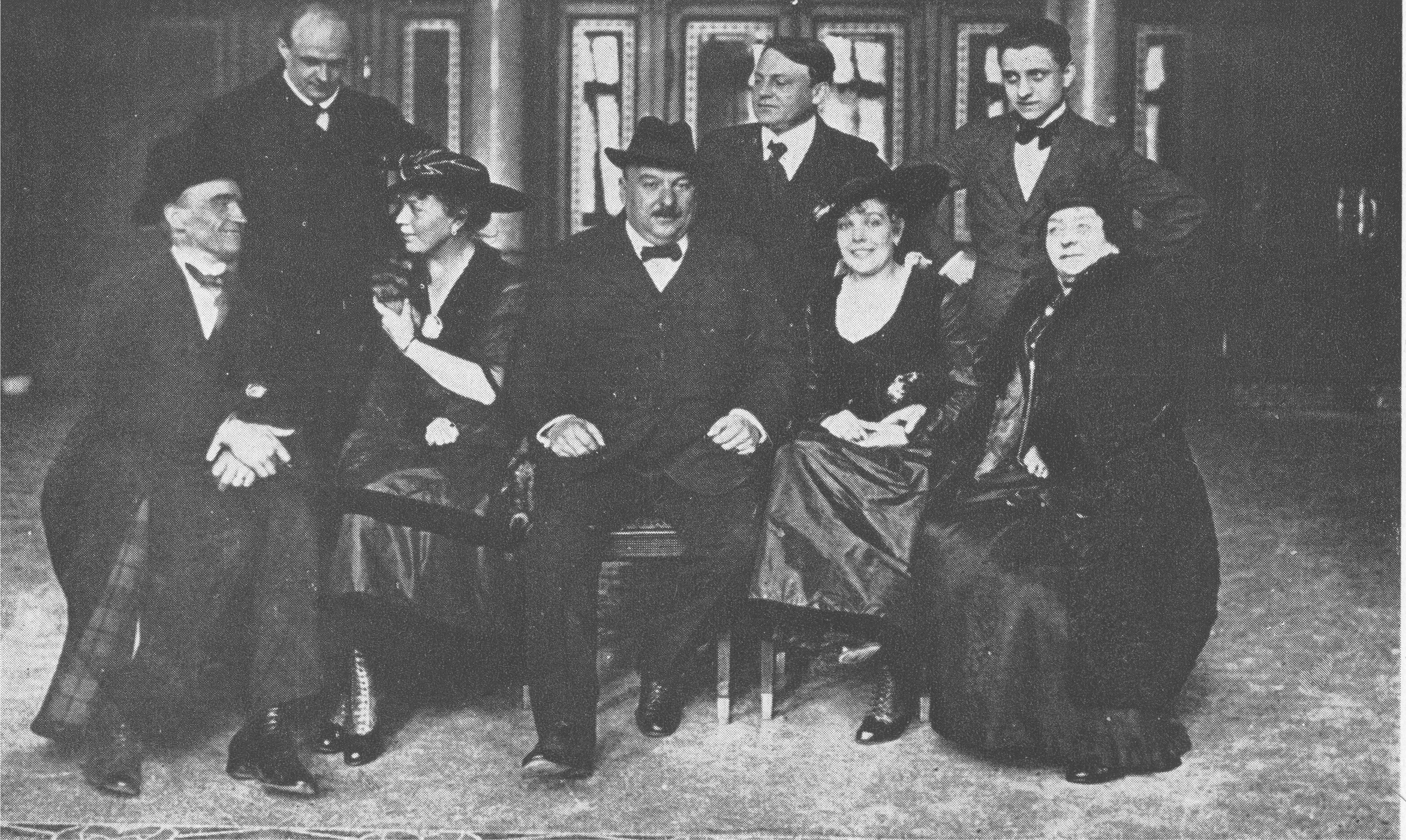
Oskar Nedbal s protagonisty vinohradské premiéry Vinobraní roku 1916.

Premiérový úspěch operety byl stejně jako u Polské krve bouřlivý, i kritiky byly příznivé, přesto se osud předchozí Nedbalovy operety zcela neopakoval. Z různých důvodů, k nimž patřila jistě zhoršující se politická situace Rakouska-Uherska, která činila jihoslovanský námět méně sympatickým, ale také povaha díla, které postrádalo sólové „šlágry“.
 I tak bylo přijetí veřejností obstojné, Theater an der Wien hrál operetu v prvním tahu asi padesátkrát za sebou a celkově tam dosáhla 137 představení, do roku 1921 se na německojazyčných scénách hrála 270krát, „kasaštykem“ se však Vinobraní nestalo a brzy po první světové válce z jevišť zmizelo, takže německá kritika v současnosti může tvrdit, že „s Nedbalovým Vinobraním dokonce ani zkušení znalci žánru v zásadě nikdy nepřišli do styku“.
To ovšem zdaleka neplatí pro české prostředí, ve kterém Vinobraní dodnes patří ke kmenovému repertoáru českých operetních souborů. Česká premiéra se konala již za dva měsíce po premiéře vídeňské, totiž 17. dubna 1916. Uvedla ji tehdy Vinohradská zpěvohra, překlad pořídil, režíroval a hlavní úlohu hrál oblíbený pražský písničkář Karel Hašler, hudebně nastudoval Nedbalův synovec Karel. Ještě v témže roce Vinobraní uvedla i všechna další česká divadla hrající operetu, tj. divadlo brněnské (8. září), plzeňské a na různých místech hrající Východočeská divadelní společnost.

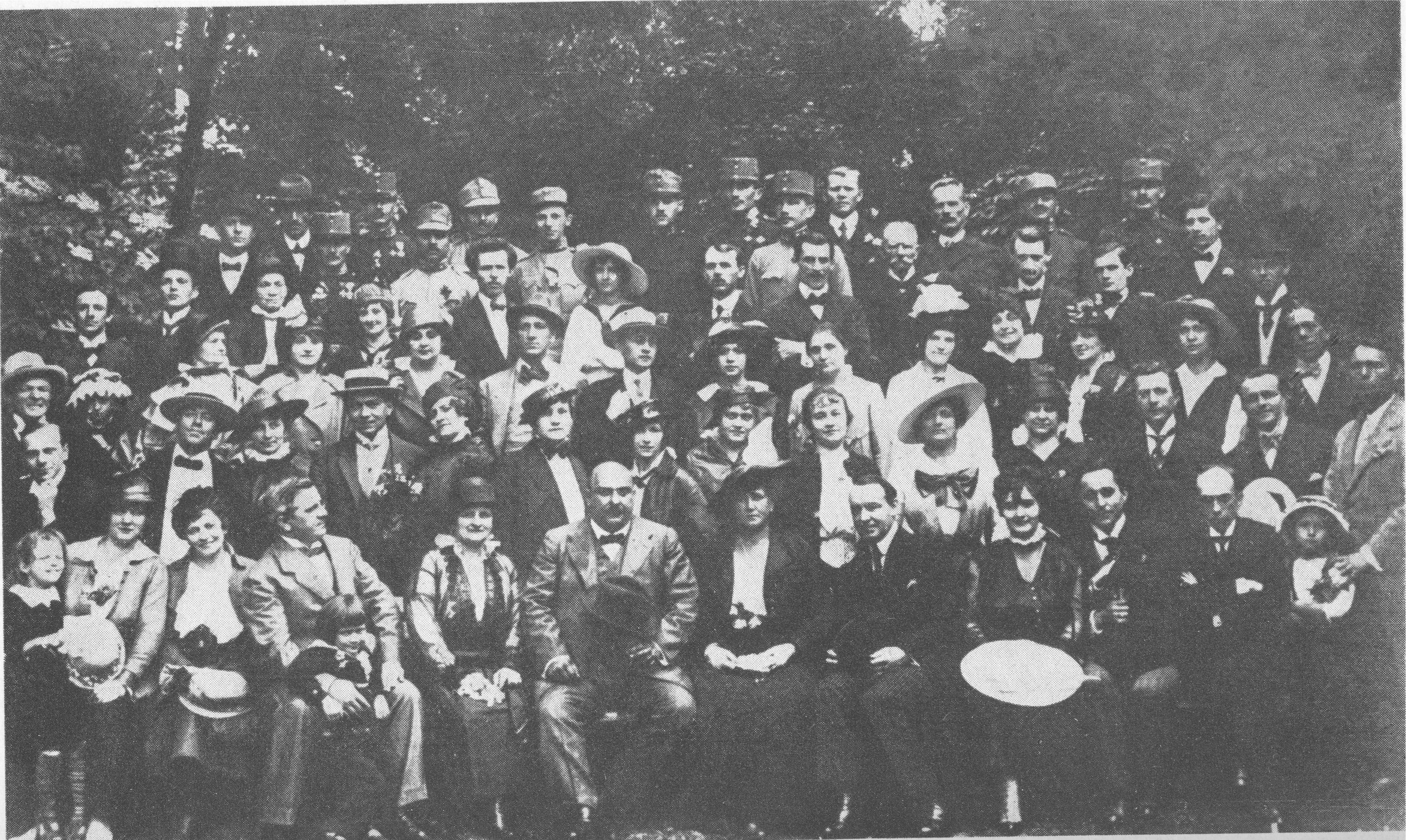
Nedbal se souborem Východočeské divadelní společnosti při příležitosti inscenace Vinobraní v Českých Budějovicích roku 1916.

Oskar Nedbal sám operetu později dvakrát upravil. Pro novou inscenaci ve Slovenském národním divadle v Bratislavě (premiéra 17. října 1925), jehož byl v té době ředitel, upravil především její závěr, který se místo Vídně odehrává v Bratislavě, a doplnil kuplet Franja a paní Müllerové Hej, hej, v Bratislavě pod věchýtek chodíme. Kritika tento doplněk, kvalitativně pod úrovní ostatní hudby, nepřijala vlídně. Znovu a podstatněji Vinobraní přepracoval od pět let později pro nově založenou Velkou operetu v Praze (dnes Divadlo v Dlouhé). Libreto bylo modernizováno, rozděleno do čtyř aktů a závěr přeložen do Prahy, Nedbal doplnil pět písní a zbytek hudby upravil do modernějšího stylu oproštěného od sentimentality. Doplněný materiál opět nebyl na výši původní hudby a celek ztratil jednotný charakteristický styl. Výsledek měl premiéru 24. října 1930 pod názvem Podzimní píseň.
Tato úprava sice zapadla, ale jinak se Vinobraní hraje v českém divadle v různých překladech a úpravách. Vedle nejznámější původní Hašlerovy, z níž se často používají alespoň texty písní, jsou to například překlady a úpravy Jiřího Aplta a Pavla Škampy, Věry Smažíkové a Antonína Holzingera, Karla Melichara Skoumala, Jaroslava Horana nebo Ivo Fischera a Luboše Šterce. Po druhé světové válce je z profesionálních scén inscenovala divadla v Plzni (1946, 1956, 1980), Opavě (1946, 1980, 1996), Ostravě (1948, 1983, 2003), Teplicích (1951, 1971, 1980), Kladně (1955), Olomouci (1968, 1980, 1998), Českých Budějovicích (1974, 2003) a Brně (1979), vedle toho pražské Divadlo Na Fidlovačce (1951, 1955) a Hudební divadlo Karlín (1984), jakož i divadlo ve slovenských Košicích. Nejnovější inscenaci uvedlo Severočeské divadlo opery a baletu Ústí nad Labem (premiéra 12. května 2012). Dokladem toho, že Vinobraní není zapomenutou archivní záležitostí, je ostatně i parodie Studia Ypsilon Vinobraní v Ypsilonce, která měla premiéru roku 2005.
Klavírní výtah operety vyšel roku 1916 ve vídeňském nakladatelství Herzmansky.

## Osoby a první obsazení
| osoba                                        | hlasový obor     | premiéra (11.2.1916) | ! česká premiéra (17.4.1916) |
| -------------------------------------------- | ---------------- | -------------------- | ---------------------------- |
| Hrabě Milan Mikolić                          | tenor            | Karl Pfann           | Karel Hašler                 |
| Hrabě Nikola, jeho syn                       | mluvená role     | Nästelberger         | …                            |
| Baron Bogdan Lukovać                         | baryton          | Werner               | Bóža Wronski                 |
| Franjo Svečak, obchodník jižním ovocem       | tenor buffo      | Ernst Tautenhayn     | Karel Faltys                 |
| Julja Lella, herečka                         | soprán (subreta) | Betty Fischer        | Božena Durasová              |
| Lisa (Líza) Müller                           | soprán           | Suchy                | Mimi Vilímová                |
| Mizzi Müller, bývalá dvorní baletní mistryně | mluvená role     | Schütz               | …                            |
| Kvirin, správce u Bogdana                    | baryton          | Schütz               | …                            |
| Iwan (Ivan), sluha na statku Mikolić         | baryton          | Matscheg             | …                            |
| Nessy                                        | mluvená role     | …                    | …                            |
| Trude Lenz                                   | mluvená role     | Erna Hellmuth        | …                            |
| Hosté u Bogdana, vinaři a hosté na vinobraní |                  |                      |                              |
| Dirigent:                                    | Dirigent:        | Oskar Nedbal         | Karel Nedbal                 |
| Režie:                                       | Režie:           | …                    | Karel Hašler                 |

## Děj operety

### 1. dějství
Honosná vila barona Bogdana Lukovaće s výhledem na Záhřeb. Lehkomyslný kavalír Bogdan pořádá jeden ze svých proslulých večírků (Introdukce a č. 1: Melodram Das neue Heim lasse ich mir gefallen / Řeknu Vám důvěrně). Dnes chystá pro hosty překvapení: mezi písemnostmi kněžny Spalanti, od níž vilu koupil, našel odpověď na kněžnin inzerát hledající společnici. A protože k odpovědi byla přiložena fotografie okouzlující dívky z Vídně, odpověděl Bogdan kněžniným jménem a vylákal uchazečku k sobě. Dnes má dorazit a hostitel se už nemůže dočkat (č. 2: Píseň a sbor C dur 3/4-2/4, Bogdan a sbor: Da seht nun her! Wie hübsch und lieb!... Dieses Bild, dieses Bild, glaubt mir seit ich's geseh'n… Draga ljubica wärst du nur schon da! / Jen pohleďte! Je rozkošná!... Od těch dnů, od těch dnů, co ten obrázek mám… Krásná dívko má, tys má jediná).
Mezi hosty je i herečka Julja, o niž se uchází mladý obchodník s ovocem z Kočevje, Franjo Svečak. Pokouší se Julju uhranout svými pěveckými schopnostmi (č. 3: Duet Franjo a Julja: Ich weiß nicht, was ich soll… Kind, ich bin so musikalisch / Ach, co mám dělat jen… Já jsem hrozně muzikální). Ta ale nechává Franja v záloze a přednostně myslí na někoho jiného, totiž stárnoucího hraběte Milana Mikoliće. Hrabě však nebyl ani na její dnešní premiéře a její lásce se brání poukazem na svůj věk (č. 4: Valčíkový duet D dur, Julja a Milan Man wird ja doch älter… Freund, du guckst nach manchem Stern / Nejsem vzorem krásy… Vzdálenou chceš hvězdu mít).
Konečně dorazí mladá Vídeňačka Líza, dožaduje se uvedení k „milostivé paní“ a omlouvá se za zpoždění. Její cestu železnicí provázely nejrůznější incidenty a průtahy – však ji matinka před dráhou varovala (č. 5: Kvartet s kupletem Lízy Es dur 2/4, Líza, Franjo, Bogdan, Kvirin: Sie sehen mich gar so fragend an… Mädel, fährst du mit der Eisenbahn / Proč na mě se všichni dívají… Kdo se chce na cestu dráhou dát). Brzy ale zjistí, že se místo k postarší dámě dostala do rukou mírně podnapilého a sebevědomě vtíravého mladého muže. Když se už jen stěží brání dorážejícímu Bogdanovi a jeho kumpánům, zasahuje Milan – který si díky důstojnému vzezření a chování ihned získal Lízinu důvěru – a odváží ji do bezpečí k sobě, ke zlosti Bogdana i Julji (č. 6: Finále I, Milan, Líza, Bogdan, Julja, Franjo, sbor: Wie heißen Sie?... Gepriesen sei die Liebe… Draga ljubica endlich bist du da).

### 2. dějství
Zámecká terasa na statku hraběte Mikoliće ve Slavonii. Vinobraní na hraběcích statcích končí velkou slavností. Vesničané vedení Ivanem zpívají serenádu svému „gospodaru“ za doprovodu tamburašského souboru (č. 7: Průvod a serenáda, allegro moderato F dur, Ivan a sbor: Unsern Herrn en Hoch! Zivili!... Hell töne heut' der Saiten Klang / Ať žije náš hospodář... Trub jasné tóny hlaholí). Milan jim děkuje (č. 7a: Repríza sboru). Po jeho boku se nachází Líza. Od skandálu u Bogdana už uběhlo několik týdnů, ale dívka se dosud nevrací domů, cítí k Milanovi vřelou náklonnost. Milan její city opětuje, má sice kvůli věkovému rozdílu značné zábrany, ale Líza se je dosti úspěšně snaží rozptýlit (č. 8: Valčíkový duet D dur, Milan a Líza: Es ruht so spöttisch Ihr Blick auf mir.. Nun denn ich fühl's / Jak výsměch viděl bych v očích Vám… Ač se zdá).
Mezi hosty na slavnost přijeli mimo jiné Julja se svým věčným ctitelem Franjem a Lízina svérázná matka, bývalá primabalerína Mizzi Müllerová. Mizzi z Juljiných narážek pochopí, že se o Lízu uchází Franjo, ale Líza se vykroutí a svede zpět k sobě Franja a Julju, kteří zinscenují milostnou scénu à la Romeo a Julie (č. 9: Parodický duet E dur 2/4, Franjo a Julja: Ich steh' vor dem Tor und sing' dir was vor… Ju-Ju-Ju-Ju-Ju-Ju-lja / Já dlím u tvých vrat a zpíval bych rád… Ju-Ju-Ju-Ju-Ju-Ju-li).
Líza hraběti svěří svou jedinou dosavadní romanci: před nedávnem se jí v parku u paláce Belveder dvořil plachý mladík a zanechal jí srdceryvný dopis, bohužel bez zpáteční adresy (č. 10a: Melodram, Líza a Milan: Es war im Wiener Belvedere-Garten). Ale nyní je zamilována do Milana, který se konečně odhodlává její lásku opětovat (č. 10b: Valčíkový duet C dur, Milan a Líza: Nun hab' ich dich und halte dich… Du kleine Fee vom Donaustrand / Má krásná vílo kouzelná). Vstoupí ještě jeden nečekaný host, Milanův syn Nikola, studující ve Vídni. Je bledší než obvykle. Jen Julja z něj dostane vysvětlení: je zamilován do jisté dívky, s níž se seznámil v zahradách u Belvederu a jež mu neodpověděla na dopis (č. 10c: Melodram, Nikola a Julja: Im Wiener Belveder-Garten). Julja pochopí, jaká příležitost se jí nabízí.
Při slavnostním tanci si má podle tradice „vinařský ženich“ zvolit „vinařskou nevěstu“. „Vinařským ženichem“ je dnes sám pan hrabě a za „vinařskou nevěstu“ si volí Lízu. Tu zasahuje Julja – podle tradice má nevěsta ještě před „vinařskou svatbou“ tancovat naposledy s jiným mužem podle své volby. Líza po zaváhání volí Nikolu. Julja se v tanci zmocňuje Milana, prozradí mu belvederskou romanci mezi Lízou a jeho synem a přesvědčuje Milana, že „mládí patří k mládí“. Zklamaný Milan se domnívá, že je povinen uvolnit místo v lásce Nikolovi (č. 11: Finále II s písní Julji, Milan, Franjo, Julja, Ivan, Mizzi, Líza, sbor: Hell töne heut' der Saiten Klang… Golub ljubi golubicu ohoi! / Trub jasné tóny hlaholí… Holoubek za holubičkou letí).

### 3. dějství
O mnoho měsíců později (Mezihra). Líza se vrátila k matce do Vídně a pomáhá jí vést „Akademii společenského chování a moderního tance, vlastní metoda“. Škola však neprosperuje a jediná žačka Trude Lenzová se opozdila. Zato neočekávaně přichází Franjo Svečak požádat paní Mizzi, aby zaranžovala tance pro dobročinný ples vídeňského krajanského spolku „Kroatia“. Objeví se i Julja a Franjovi se ji konečně podaří přesvědčit, aby se s ním spokojila – zvláště když snese řadu argumentů pro to, jak žádoucí vlastností je u budoucího manžela nedostatek inteligence (č. 12: Valčíkový duet F dur, Julja a Franjo: Es liegt tiefer Ernst oft im kindlichen Spiel… Lieber kleiner Wurstelmann / Je často kus života v dětinských hrách… Kašpárku, můj mužíčku).
Slečna Trude dorazí na hodinu, ale je myšlenkami jinde. Vypráví o tom, že se v parku Belveder setkala s plachým jinochem a zamilovali se do sebe. Dotyčný mladík vstupuje a Líza v něm poznává Nikolu – nebyla tedy zjevně první ani poslední, na které vyzkoušel svou metodu (čl. 13: Melodram, Trude, Lisa a Nikola: Unsere erste Begegnung war wirklich komisch). Přichází i Milan pod záminkou, že se chce s Lízou nadobro rozloučit, ale ta jej přesvědčí o své lásce k němu a lhostejnosti k jeho synovi. Na konci operety tedy již tři páry mohou doufat ve své štěstí (č. 14: Finaletto/Finále III, Milan, Lisa, Julja, Franjo: Da wohnt die kleine Fee vom Donaustrand / Má krásná vílo kouzelná).

## Nahrávky
Kompletní (až na zkrácení dialogů) nahrávku operety v původním znění vydalo roku 2011 vydavatelství CPO (cpo 777 629-2, 2 CD). Jedná se o záznam poloscénického představení v Musik Theater Schönbrunn. Hrají a zpívají: (Milan) Wolfgang Müller-Lorenz, (Nikola) Martin C. Turba, (Bogdan) Marcus Niedermayer, (Franjo) Andreas Rainer, (Julja) Bibiana Nwobilo, (Lisa) Mirjam Neururer, (Mizzi) Susanne Kirnbauer, (Kvirin, Iwan) Alfred Berger, (Nessy) Cäcilie Dorothea Schütte, (Trude) Anita Tauber. Chor und Orchester des Musik Theater Schönbrunn řídí Herbert Mogg.
Výběr scén z operety v českém překladu Karla Hašlera vydal Supraphon na LP (1987) a na CD (1996, SU 3159-2 611). Zpívají (Milan) Vratislav Kadlec, (Bogdan) Miloš Bílý, (Franjo) Jan Sedliský, (Julja) Jana Jonášová, (Lisa) Galla Macků a Pavla Břínková, dále Jiří Koutný, Jiřina Marková a Zdeněk Švehla. Kühnův smíšený sbor, Operetní studiový orchestr a Orchestr Studio Brno řídí Miroslav Homolka. Scény pocházejí částečně z nahrávky jednotlivých čísel pořízené pražským rozhlasem, částečně z kompletní brněnské rozhlasové nahrávky z roku 1980.
Dvě kompletní rozhlasové nahrávky v češtině nebyly vcelku vydány.
- 1958, rekonstruováno 2010, Československý rozhlas v Praze. Hrají a zpívají: (komentátor) Josef Velda, (Milan) Zdeněk Švehla, (Nikola) Milota Holcman, (Bogdan) Jára Pospíšil, (Franjo) Josef Bek, (Julja) Eva Šenková, (Líza) [Lída Slaná, (Kvirin) Martin Raus, (Ivan) Jan Soumar, mluvené role mají (baronka Sofia) Valja Petrová, Bedřich Ulrych, Věra Náchodská, Jindřich Doležal, Drahomíra Hůrková. Činoherní sbor a Pěvecký sbor Čs. rozhlasu v Praze řídí Miroslav Matějo a Jaroslav Synák, Pražský rozhlasový orchestr řídí Vlastislav Antonín Vipler.[19]

- 1980, Československý rozhlas Brno. Hrají a zpívají: (komentátor) Josef Velda, (Milan) Zdeněk Švehla, (Bogdan) Zdeněk Matouš, (Franjo) Jiří Koutný, (Julja) Jiřina Marková, (Líza) Galla Macků, (Mizzi) Věra Macků, (Kvirin) Miro Grisa, (Ivan) Karel Gult, mluvené role mají (baronka Sofia) Nelly Gaierová, Leoš Kaltofen, Věra Beranová, Miloš Zavřel, Jarmila Švehlová, Artur Šviha. Pěvecký sbor Čs. rozhlasu v Praze řídí Milan Malý, Rozhlasový orchestr Studio Brno řídí Miroslav Homolka.[20]